# تيري سويني
تيري سويني (بالإنجليزية: Terry Sweeney)‏ هو كاتب سيناريو وممثل أمريكي، ولد في 23 مارس 1960 في كوينز في الولايات المتحدة.

## وصلات خارجية
- تيري سويني على موقع IMDb (الإنجليزية)
- تيري سويني على موقع قاعدة بيانات الفيلم (الإنجليزية)